# Rangely
Rangely é uma cidade  localizada no estado americano de Colorado, no Condado de Rio Blanco.

## Demografia
Segundo o censo americano de 2000, a sua população era de 2096 habitantes.
Em 2006, foi estimada uma população de 2090, um decréscimo de 6 (-0.3%).

## Geografia
De acordo com o United States Census Bureau tem uma área de 10,5 km², dos quais 10,5 km² cobertos por terra e 0,0 km² cobertos por água. Rangely localiza-se a aproximadamente 1595 m acima do nível do mar.

## Localidades na vizinhança
O diagrama seguinte representa as localidades num raio de 80 km ao redor de Rangely.